# Divize D 2020/2021
Divize D 2020/21 byla 56. ročníkem moravskoslezské Divize D, která je jednou ze skupin 4. nejvyšší soutěže ve fotbale v Česku. Tento ročník odstartoval v sobotu 8. srpna 2020 úvodními zápasy 1. kola a skončil z rozhodnutí VV FAČR dne 4. května 2021.

## Formát soutěže
V sezóně se mělo utkat 14 týmů každý s každým dvoukolovým systémem podzim–jaro, ale soutěžní ročník byl předčasně ukončen.

## Změny týmů proti ročníku 2019/20
- Z MSFL 2019/20 nesestoupilo do Divize D žádné mužstvo.
- Z Divize E 2019/20 přešlo mužstvo FK Hodonín.
- Z předchozího ročníku nesestoupilo žádné mužstvo a ani žádné mužstvo nepostoupilo z nižší soutěže.

## Průběžná tabulka
Konečná tabulka při ukončení soutěže dne 4. května 2021.
| Poř. | Tým                            | Z  | V | R | P | VG | OG | B  |
| ---- | ------------------------------ | -- | - | - | - | -- | -- | -- |
| 1.   | FC Spartak Velká Bíteš         | 10 | 6 | 4 | 0 | 17 | 8  | 22 |
| 2.   | FK Hodonín (N)                 | 10 | 6 | 3 | 1 | 27 | 9  | 18 |
| 3.   | TJ Sokol Lanžhot               | 9  | 5 | 3 | 1 | 16 | 6  | 18 |
| 4.   | FC Zbrojovka Brno „B“          | 9  | 5 | 3 | 1 | 17 | 12 | 18 |
| 5.   | SK Tatran Ždírec nad Doubravou | 7  | 5 | 0 | 4 | 13 | 10 | 15 |
| 6.   | FC Slovan Havlíčkův Brod       | 8  | 4 | 2 | 2 | 18 | 11 | 14 |
| 7.   | TJ Start Brno                  | 9  | 4 | 2 | 3 | 15 | 15 | 14 |
| 8.   | FC ŽĎAS Žďár nad Sázavou       | 10 | 3 | 4 | 3 | 26 | 18 | 13 |
| 9.   | TJ Sokol Tasovice              | 10 | 4 | 1 | 5 | 21 | 16 | 13 |
| 10.  | MSK Břeclav                    | 10 | 3 | 3 | 4 | 10 | 10 | 12 |
| 11.  | SK Bystřice nad Pernštejnem    | 10 | 3 | 1 | 6 | 15 | 24 | 10 |
| 12.  | AFC Humpolec                   | 8  | 1 | 2 | 5 | 9  | 20 | 5  |
| 13.  | FSC Stará Říše                 | 9  | 1 | 1 | 7 | 9  | 26 | 4  |
| 14.  | TJ Slavoj TKZ Polná            | 9  | 0 | 1 | 8 | 5  | 33 | 1  |

Poznámky:
- Z = Odehrané zápasy; V = Vítězství; R = Remízy; P = Prohry; VG = Vstřelené góly; OG = Obdržené góly; B = Body; (S) = Mužstvo sestoupivší z vyšší soutěže; (N) = Mužstvo postoupivší z nižší soutěže (nováček)

|  | Postup do MSFL 2021/22                         |
|  | Sestup do Přeboru Jihomoravského kraje 2021/22 |
|  | Sestup do Přeboru Kraje Vysočina 2021/22       |
|  | Sestup do Přeboru Zlínského kraje 2021/22      |